# Cosmo Police Justy
Justy (ジャスティ?, Jasuti) è un manga scritto e illustrato da Tsuguo Okazaki, pubblicato su Shōnen Sunday Zōkan. È stato adattato in un OAV uscito il 20 luglio 1985, distribuito in Giappone in coppia con il film Area 88.

## Trama
La storia segue Justy Kaizard, un agente di polizia che dà la caccia ai criminali esper; le sue tattiche possono essere simili a quelle di un cacciatore di taglie, ma è un agente che percepisce uno stipendio. Justy è anche un esper con notevoli poteri. È in grado di moderare le sue forze psichiche grazie all'uso della fascia che indossa. Con questo dispositivo, che funge solo da ammortizzatore psichico, può attenuare finemente i suoi poteri per evitare danni collaterali.
Poiché da quando è entrato a far parte della Polizia di Cosmo ha eliminato oltre 200 criminali esper, gli altri criminali esper sono disposti a fare di tutto per sbarazzarsi di Justy. A tal fine, dirottano un trasporto navetta civile e chiedono che Astaris, la figlia di Magnamum, venga portata in cambio dei passeggeri a bordo del trasporto. Justy viene incaricata di portarla lì, ma mentre sta compiendo il viaggio tra le navi, un gruppo di espers criminali si unisce usando la telepatia per farle ricordare cosa è successo a suo padre e chi ne è responsabile.
Astaris inizia ad attaccare il poliziotto, distruggendo la nave di Justy e usando sempre più energia per cercare di superare le sue difese. Preoccupato per la sicurezza del mezzo di trasporto vicino, Justy usa i suoi poteri per teletrasportarlo lontano dallo scontro. Così facendo, abbassa la guardia e Astaris riesce a colpirlo con tutta la forza dei suoi poteri, facendolo scomparire. Gli Espers criminali credono di averlo distrutto, quindi prendono il trasporto con tutti gli ostaggi e si allontanano, lasciando Astaris fluttuare nello spazio. Astaris esce dalla sua rabbia e inizia a chiedersi cosa sia successo e dove sia andato Justy.  Poi si addormenta, esausta. Dopo la partenza della navetta, Justy appare e salva Astaris addormentata, promettendo di consegnare alla giustizia gli Espers criminali che l'hanno usata nel loro stratagemma.
Dopo aver circondato Astaris con una bolla protettiva, Justy si dirige verso il trasporto in fuga. Teletrasportandosi nel trasporto, Justy elimina tre dei dirottatori prima che gli altri si teletrasportino nel tentativo di fuggire e li segue facilmente. Sconfigge con facilità tutti i dirottatori, tranne quattro, dopo aver chiesto loro di riportare Astaris com'era. I quattro rimanenti combinano i loro poteri per cercare di sconfiggere Justy, ma lui li elimina uno a uno finché non arriva al capobanda. Gli dice che ora Astaris è la sua amata sorella minore e procede a eliminarlo.
Justy torna e salva Astaris, e la voce fuori campo al loro ritorno mostra che Astaris non ricorda nulla del suo attacco a Justy ed è tornata ad amarlo come il suo eroico fratello maggiore. La puntata si conclude con Justy e il suo partner che partono per un'altra missione.

## Personaggi
I personaggi di Justy, Jelna e Bolba sono apparsi in precedenza nel manga di debutto di Okazaki 2nd Year A Class Hoshiko-sensei.
Justy Kaizard (ジャスティ・カイザード?, Jasuti Kaizādo)
Nato (o almeno trovato in un naufragio di una navicella spaziale) su Sapphire, il sesto pianeta del Sistema Pelwing, Justy è un esper della Galaxy Patrol Cosmo Police, con la designazione Σ04-1 (Sigma 04-1). Nonostante sia l'esper più potente dell'universo conosciuto, Justy ha un cuore gentile. Aiuta a rintracciare i criminali sovrumani per consegnarli alla giustizia, anche se gli dispiace dover usare i suoi poteri in questo modo. Indossa un cerchietto che regola i suoi poteri esper a un decimillesimo della loro forza normale. Normalmente il cerchietto sopprimerebbe completamente il potere di un esper, ma a causa della forza dei suoi poteri, gli permette un controllo più fine su di essi. Durante la Grande Guerra Galattica, Justy ha combattuto al fianco di Jelna e del suo gruppo come parte dei commando esper contro l'esercito ribelle di Andromeda. Jelna, la sua sorella adottiva, è la sua unica famiglia e, a causa delle difficoltà vissute durante la guerra, sono diventati molto uniti.  Justy si prende cura anche di Astaris, la figlia di Magnamum Vega, un criminale esper che ha ucciso durante il suo lavoro. La considera una sorella minore ed è molto protettivo nei suoi confronti. Doppiato da Kazuhiko Inoue in giapponese e Felice Invernici in italiano.
Jelna Flarestar (ジェルナ・フアスター?, Jeruna Fureasutā)
Jelna è stata la prima esper assunta dalla Polizia di Cosmo, anche se ora lavora per lo più alla scrivania del dipartimento. Ha cresciuto Justy fin da quando era molto piccolo e nutre per lui un affetto da sorella. Tuttavia, poiché non c'è alcun legame di sangue tra i due, hanno cominciato a manifestarsi sentimenti romantici.
Dopo che i poteri esper hanno iniziato a manifestarsi in tutta la galassia, Jelna sconfigge il leader dell'esercito ribelle di Andromeda mentre è alla guida della sua unità di commando esper durante i combattimenti della Grande Guerra Galattica, morendo così. Doppiata da Keiko Yokozawa in giapponese.
Astaris Vega (アスタリス・ベガ?, Asutarisu Bega)
Astaris è la figlia del criminale esper Magnamum Vega. Dopo aver visto suo padre ucciso da Justy quando aveva cinque anni, il suo desiderio di vendetta era così grande che ha attivato i poteri esper latenti in lei, facendo invecchiare rapidamente il suo corpo in quello di una giovane donna ("Uno di questi giorni sarò grande e forte e ti ucciderò!"). Tuttavia, conserva la mentalità della sua età reale. Non ricorda cosa sia successo a suo padre, o che Justy sia stato colui che lo ha ucciso. Tecnicamente è prigioniera di Jelna e Justy si è assunto la responsabilità di crescerla, trattandola come una sorella minore preferita. Poiché i suoi poteri esper sono così grandi, indossa anche una fascia che li smorza. Incontra Yoshiko Tachibana durante la seconda missione di Justy sulla Terra. Doppiata da Miina Tominaga in giapponese e Lara Parmiani in italiano.
Rector (レクター?, Rekutā)
Il comandante dell'Ufficio della Stazione Spaziale Cosmo della Pattuglia Galattica. È lui che dà gli ordini a Justy. Doppiato da Norio Wakamoto in giapponese e Luca Semeraro in italiano.
Bolba (ボルバー・シークン?, Borubā Shīkuren)
Un membro della Cosmo Police, con la designazione Σ03-1 (Sigma 03-1). È come un fratello maggiore per Justy e ha una personalità molto allegra. Nonostante la designazione Sigma, ha pochi o nessun potere esper, ma aiuta nelle indagini sugli incidenti legati agli esper. Doppiato da Kenichi Ono in giapponese.
Yoshiko Tachibana (立花美子?, Tachibana Yoshiko)
Una studentessa giapponese e membro del primo anno della classe A dell'Accademia Yumeno. Ha un carattere allegro ed è membro del Comitato d'igiene. Non appare nell'OAV.
Laumis (ラウミス?, Raumisu)
Un esper criminale che appare nell'OAV. Attraverso la telepatia, converte i sentimenti di odio di Astaris per il suo subconscio (cioè Magnum Vega) e per Justy in un desiderio di vendetta e tenta di farla combattere contro Justy. Alla fine viene inseguito da Justy, che ha liberato Astaris, subisce un attacco ESP alla testa e muore. Doppiato da Shōzō Iizuka in giapponese e Marco Balzarotti in italiano.

## Anime
Un OVA singolo di 44 minuti, prodotto dallo Studio Pierrot, intitolato Cosmo Police Justy (Cosmo Police ジャスティ?, Kosumo Porīsu Jasuti) e diretto da Motosuke Takahashi è stato pubblicato in Giappone il 20 luglio 1985. L'edizione italiana è stata distribuita da Yamato Video nel 1996.